# Todd Day
Pour les articles homonymes, voir Day.
Todd Day, né le 7 janvier 1970 à Decatur dans l'Illinois, est un ancien joueur et entraîneur américain de basket-ball. Il évoluait aux postes d'arrière et d'ailier.

## Palmarès
- Médaille de bronze au Championnat du Monde 1990.